# フランツ・ボルケナウ
フランツ・ボルケナウ（Franz Borkenau、1900年12月15日 - 1957年5月22日）は、オーストリア出身の社会学者、ジャーナリスト。フランクフルト学派の1人で、全体主義理論の先駆者の一人。

## 経歴
1900年、オーストリアのウィーン生まれ。父は公務員であった。ライプツィヒ大学の学生として、マルクス主義と精神分析に大きな関心を寄せた。1921年にドイツ共産党に加わり、コミンテルンのエージェントとして活動。1924年に大学を卒業し、その後ベルリンに移った。1929年、スターリニズムに反発し、コミンテルンを脱退。
フランクフルト大学の社会問題研究所の研究員となり、カール・グリュンベルク (Carl Grünberg) に師事した。主な関心は、資本主義とイデオロギーの関係であった。 しかし、1933年にナチスによるユダヤ人への圧迫が強まるとドイツを離れ、ウィーン、パリ、パナマに移った。1936年、スペイン内戦に参加し、1937年、『スペインの戦場』を発表。また、著書『全体主義という敵』で、ファシズムと共産主義の実質的な同一性を記し、ロシアは「赤いファシズム」、ナチス・ドイツは「褐色のボルシェヴィズム」と呼んだ。
第二次世界大戦後はドイツに戻り、マールブルク大学で歴史学の教授を1年間務めたのち、ドイツのほかパリ・ローマ・チューリッヒでフリージャーナリストとして活動し、いわゆる「クレムリノロジスト」としてソ連分析を行った。1957年、チューリッヒで没した。

## 研究内容・業績

### 封建的世界像から市民的世界像へ
- ボルケナウの主著で、ナチス台頭期の1931年に執筆された。1934年にパリで刊行された。
- 封建社会の支配的イデオロギーとして中世哲学（トマス・アクィナスに大成されたスコラ哲学）を挙げ、ルネサンス、宗教改革を経て、市民社会のイデオロギーが生まれるまでを論じている。17世紀初めに機械論が勝利を収めるとして、ルネ・デカルト、ピエール・ガッサンディ、トマス・ホッブズ、ブレーズ・パスカルまでを取り上げている。
- 日本では刊行直後の1935年に前半部分の翻訳書（『近代世界観成立史 : 封建的世界観から市民的世界観へ マニュフアクチア時代の哲学史のための研究』横川次郎・新島繁訳）が出版され、1938年3月、ホッブズの章の部分訳が『唯物論研究』に掲載された。
- 同翻訳は丸山真男（『日本政治思想史研究』）や奈良本辰也（『近世封建社会史論』所収「近世における近代的思惟の発展」）に、方法論上多大な影響を与えた。

## 著書
- Der Übergang vom feudalen zum bürgerlichen Weltbild.（1934年）
  - 水田洋ほか8名訳『封建的世界像から市民的世界像へ』みすず書房、1965年
- Pareto.（1936年）
- The Spanish Cockpit. An Eye-Witness Account of the Political and Social Conflicts of the Spanish Civil War.（1937年）
  - 鈴木隆訳『スペインの戦場』三一書房、1966年、新版1991年
- The Communist International.（1937年）
  - 佐野健治・鈴木隆訳『世界共産党史』合同出版、1968年
- The Totalitarian Enemy.（1940年）
- Drei Abhandlungen zur deutschen Geschichte.（1947年）